# Mistrzostwa Panamerykańskie w Zapasach 2001
Mistrzostwa rozegrano od 14 do 18 maja 2001 roku w Santo Domingo.

## Tabela medalowa
|     | Państwo   |    |    |    | Razem: |
| --- | --------- | -- | -- | -- | ------ |
| 1.  | Kuba      | 14 | 1  | 1  | 16     |
| 2.  | USA       | 5  | 11 | 3  | 19     |
| 3.  | Wenezuela | 2  | 4  | 7  | 13     |
| 4.  | Portoryko | 1  | 1  | 1  | 3      |
| 5.  | Kolumbia  | 0  | 2  | 1  | 3      |
| 6.  | Meksyk    | 0  | 1  | 3  | 4      |
| 7.  | Kanada    | 0  | 1  | 2  | 3      |
| 8.  | Brazylia  | 0  | 1  | 0  | 1      |
| 9.  | Salwador  | 0  | 0  | 3  | 3      |
| 10. | Argentyna | 0  | 0  | 1  | 1      |
|     | razem:    | 22 | 22 | 22 | 66     |

## Wyniki

### W stylu klasycznym
| Waga   | złoty               | srebrny                 | brązowy           |
| ------ | ------------------- | ----------------------- | ----------------- |
| 54 kg  | Jorge Cardozo       | Lázaro Rivas            | Jeff Cervone      |
| 58 kg  | Roberto Monzón      | James Gruenwald         | Armando Fernández |
| 63 kg  | Juan Luis Marén     | Michael C. Francis      | Endrix Arteaga    |
| 69 kg  | Marcel Cooper       | Luis Fernando Izquierdo | Cecilio Rodríguez |
| 76 kg  | Filiberto Ascuy     | Keith Sieracki          | Paul Pérez        |
| 85 kg  | Luis Enrique Méndez | Quincey Clark           | Luis Talavera     |
| 97 kg  | Ernesto Peña        | Garrett Lowney          | Edward Díaz       |
| 130 kg | Héctor Milián       | Paul Devlin             | Rafael Barreno    |

### W stylu wolnym
| Waga   | złoty            | srebrny                 | brązowy            |
| ------ | ---------------- | ----------------------- | ------------------ |
| 54 kg  | Wilfredo García  | Timothy Hill            | Héctor Camacho     |
| 58 kg  | Yandro Quintana  | Arnel Kernizan de Jesus | Chris Fleeger      |
| 63 kg  | Carlos Ortíz     | Jamill Kelly            | Michael C. Francis |
| 69 kg  | Yosvany Sánchez  | Edison Hurtado          | Jhonny Cedeño      |
| 76 kg  | Yosmany Romero   | Joe Heskett             | Manuel García      |
| 85 kg  | Yoel Romero      | Andy Hrovat             | Gonzalo Peláez     |
| 97 kg  | Wilfredo Morales | Antoine Jaoude          | Arnulfo Hernández  |
| 130 kg | Alexis Rodríguez | Andrew Bowlby           | Carlos Panaro      |

### W stylu wolnym kobiet
| Waga  | złoty                | srebrny            | brązowy            |
| ----- | -------------------- | ------------------ | ------------------ |
| 46 kg | Mayelis Caripá       | Clarissa Chun      | Íngrid Medrano     |
| 51 kg | Stephanie Murata     | Marcia Andrades    | Magdalena Arellano |
| 56 kg | Tina Wilson          | Angélica Peraza    | Saira Martínez     |
| 62 kg | Mabel Fonseca        | Jacqueline Reynoso | Sara McMann        |
| 68 kg | Kristie Marano Davis | Xiomara Guevara    | Daniela Leaños     |
| 75 kg | Iris Smith           | Yasmil Ramos       | Luisa Carías       |